# Härnösands centralstation
Härnösands centralstation – stacja kolejowa w Härnösand, w regionie Västernorrland, w Szwecji. Budynek dworca został zbudowany w latach 1893-94. Znajduje się tu również dworzec autobusowy i wraz ze stacją kolejową tworzy Härnösands resecentrum).
W latach 2012–2013 miała miejsce przebudowa całego kompleksu komunikacyjnego. W ramach prac rozbudowano budynek dworca wraz ze stanowiskami dla autobusów i poczekalnią. Całość została zaprojektowana przez firmę ABAKO.

## Linie kolejowe
- Ådalsbanan